# Macracantha arcuata
Macracantha arcuata là một loài nhện trong họ Araneidae.
Loài này thuộc chi Macracantha. Macracantha arcuata được Johan Christian Fabricius miêu tả năm 1793.

## Hình ảnh

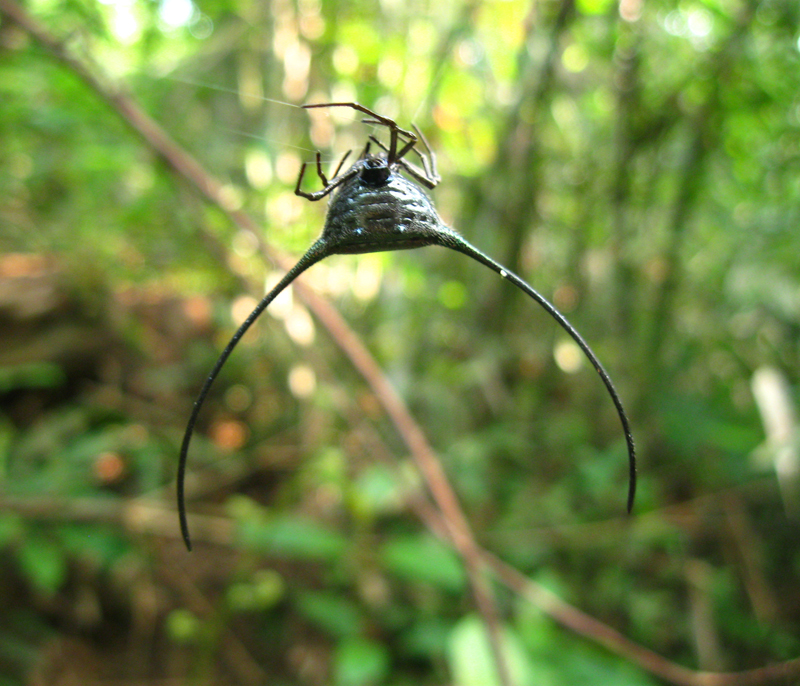
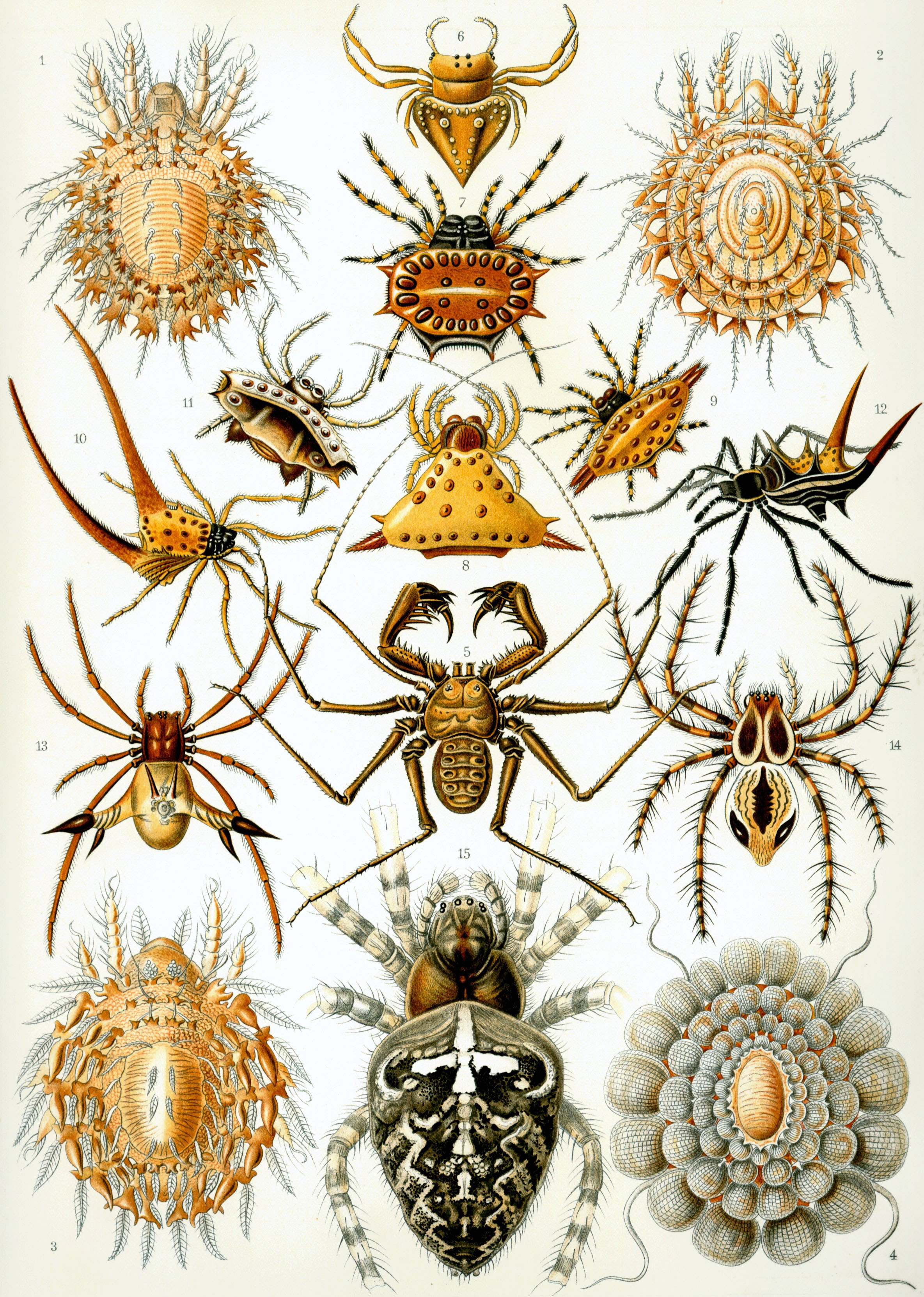
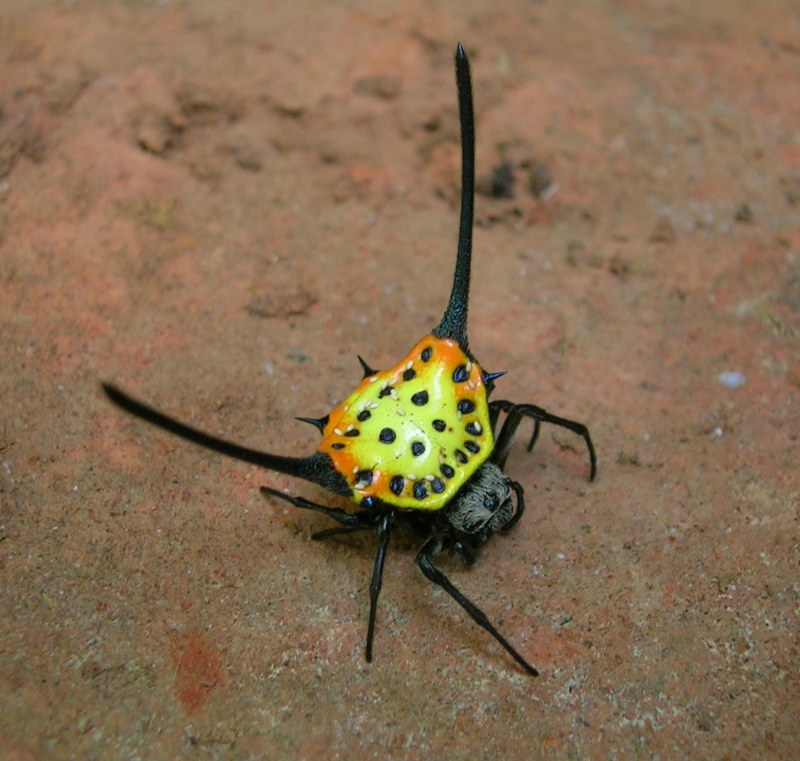
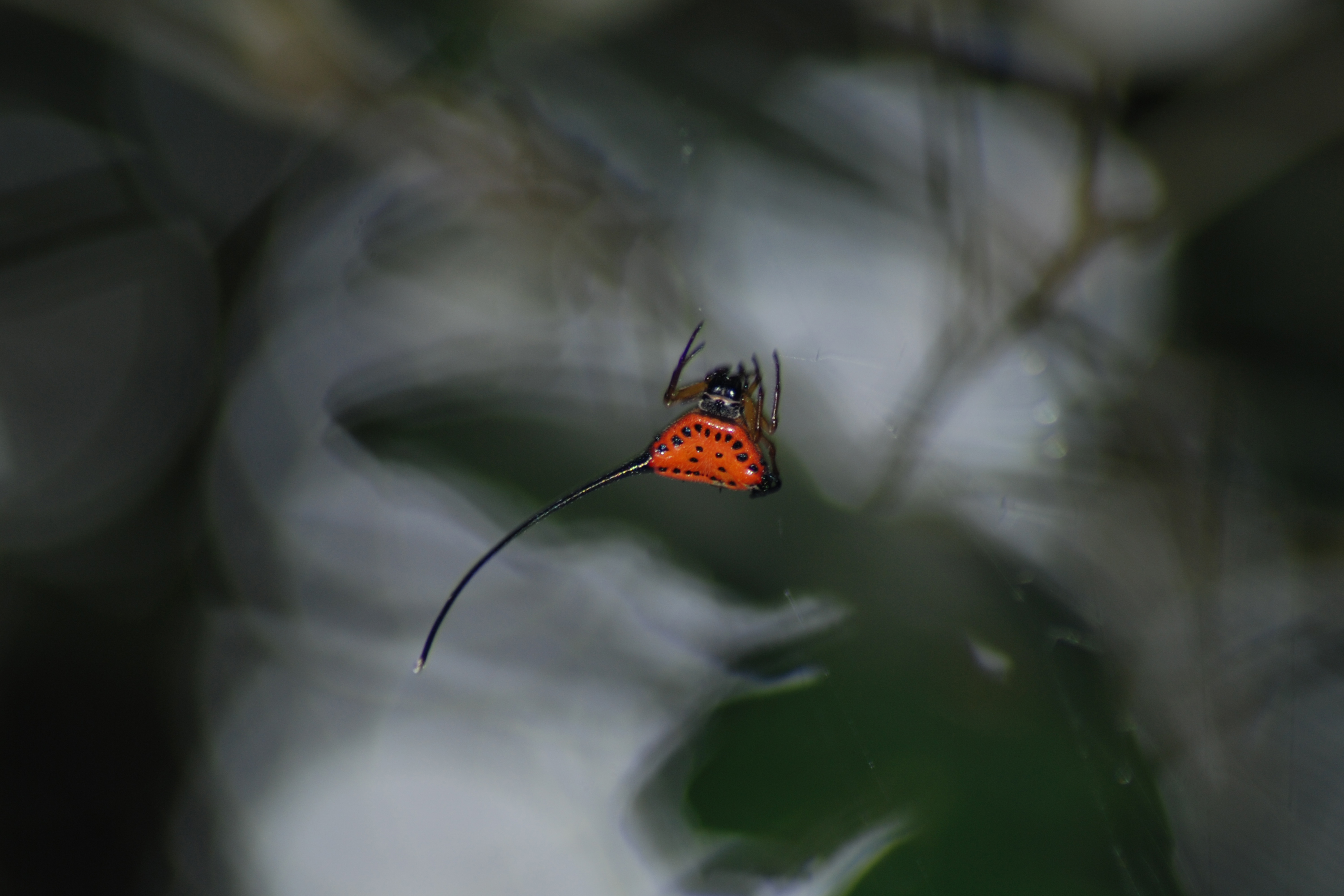